# Martenki
Martenki – część wsi kaszubskiej Czeczewo w Polsce, położona w województwie pomorskim, w powiecie kartuskim, w gminie Przodkowo, na obszarze Pojezierza Kaszubskiego.
W latach 1975–1998 Martenki administracyjnie należały do województwa gdańskiego.